# Prosoplus molestus
Prosoplus molestus là một loài bọ cánh cứng trong họ Cerambycidae.